# 戸塚哲也
戸塚 哲也（とつか てつや、1961年4月24日 - ）は、東京都世田谷区出身の元サッカー選手（元日本代表）、サッカー指導者（JFA 公認S級コーチ）、サッカー解説者。都立世田谷工業高校自動車科卒。
息子はギタリストのTAIKING。

## 経歴

### 少年時代
世田谷区二子玉川で育ち、都並敏史とは小中学校の同級生で、ペレに憧れたサッカー少年であった。読売クラブの下部組織で育ち、天才少年と呼ばれた。

### 日本リーグ時代
1979年4月25日の東洋工業戦において、18歳と1日で日本サッカーリーグデビューを飾った。これは当時の最年少出場記録でもあった。
1981年にはスペインのバレンシアCFにサッカー留学。
1983年に監督に就任したルディ・グーテンドルフによってMFからFWへコンバート。ポジションの変更は当時読売クラブでエースFWであったラモスとの単純な入れ替えであったと評す向きもあるが、翌1984年に14得点を上げリーグ得点王に輝いている。
日本リーグ末期からJリーグ黎明期の読売クラブ/ヴェルディ川崎の黄金期を支えるエースストライカーであった。キープ力に定評があり、JSL東西対抗戦（オールスターサッカー）にも数回選出され、1987年大会で2得点を決めてMVPに選出された。1990-91シーズン、2度目のJSL得点王を獲得した。Jリーグの開幕を控えた、1992年のJリーグカップ決勝、清水エスパルス戦では、ドリブルからのパスで三浦知良の決勝ゴールをアシストして優勝に貢献した。

### 日本代表
1980年、19歳の時に日本代表に初選出。風間八宏、金田喜稔といったテクニシャンと共に中盤を形成した1982 FIFAワールドカップ・アジア・オセアニア予選では中国に敗れ予選突破はならなかった。
その後も代表へ度々選出され、背番号10番を背負うこともあったが、数年間代表入りを辞退していた。1985年に行われた1986 FIFAワールドカップ・アジア予選では森孝慈監督の強い要望もあり、日本へ帰化したジョージ与那城と共に最終予選東京・ソウルでの韓国戦2試合に出場した。しかし日本は2連敗してワールドカップの出場を逃した。

### Jリーグ開幕以降
1993年のJリーグ開幕時はオランダ路線で、また若手が積極的起用され、更に三浦知良ら現役代表選手を多数擁するクラブの中での出場機会は限られた。横浜マリノスとの開幕戦はベンチ入りしたが、出場機会は訪れなかった。同年6月9日の1stステージ第8節の名古屋グランパスエイト戦で途中出場から Jリーグ初得点を決めたが、チャンピオンシップの鹿島アントラーズ戦の第2戦ではベンチ入り、チームは優勝を果たしたが、この試合でも出場機会は得られなかった。
1994年に出場機会を求め、柏レイソルに期限付き移籍、いま一つ調子が上がらないでいたチームは、経験も豊富な戸塚と柱谷幸一の加入後まとまりはじめるなど、その年のJリーグ昇格に貢献した。レイソル移籍後初出場となった6月12日、第14節のコスモ石油戦ではカレッカのゴールをアシストした。同年8月7日にはJFLオールスターゲームに先発出場、ピッコリのゴールをアシストした。その後、1996年に栃木県社会人サッカーリーグのワールドブリッツ小山に移籍。監督兼任でプレーし、天皇杯の栃木県代表へと導いた。

### 指導者として
現役引退後はサッカー解説者、指導者として多方面で活躍。1997年にはビーチサッカー日本代表として世界大会に出場。2001年には東京MXテレビのFC東京ホームゲーム中継のメイン解説者を1年間務めた。
2006年2月からFC岐阜監督に就任。東海社会人サッカーリーグ1部で優勝、第30回全国地域リーグ決勝大会で2位に入り、ホンダロックSCとの入れ替え戦を制してJFLに昇格した。2007年も昇格初年度ながら開幕ダッシュに成功し首位を独走した時期もあったが、次第に失速し、2007年6月にはチーム内で方針が分かれ、またS級ライセンスを持っていないことから解任された。
2007年9月、FC Mi-O びわこの監督に就任。当該チームでの正式な初采配は第87回天皇杯全日本サッカー選手権大会2回戦で、対戦相手は柱谷幸一監督率いる栃木SCとの対戦であった。第43回全国社会人サッカー選手権大会でチームを初優勝に導いて第31回全国地域リーグ決勝大会への出場権を獲得した（びわこは同年の関西リーグで2位になり、全国地域リーグ決勝大会の出場権を逃していた）。同年11-12月の地域リーグ決勝大会で3位に入り、2008年からのJFL参入を決めた。
2008年1月、戸塚はびわこの監督を退任し、FC町田ゼルビアの監督に就任。町田は関東サッカーリーグ1部で優勝。11月の第32回全国地域サッカーリーグ決勝大会でも優勝しJFLへの参入が決まるとともに、自身も異なるチームで3年連続でJFL昇格に導いた。
2009年も引き続き町田を指揮。6位に終わり、同年シーズン終了を以って退任。2010年に講習を受けJFA 公認S級コーチライセンスを取得した。
2011年からは関東サッカーリーグ2部のSC相模原の監督に就任するも、5月限りで成績不振を理由に解任。解任後はスカパー!Jリーグ中継の解説者（主に東京V戦）として活動。また、2012年から2014年までF.C.フォレスタ関ジュニアユースの監督を務めた。
2015年、関西サッカーリーグ1部のレイジェンド滋賀FCの監督に就任。2016年4月27日に解任。

## その他
カレッカは、戸塚について、「フィジカルトレーニングを極端に嫌っていたため、ブラジル人のフィジカルコーチとはよく揉めていた。」と笑いながら話していた。
北澤豪は戸塚に憧れていたことから、戸塚が付けていた背番号14番を好んで着用していた。北澤は戸塚について「テクニックがあり、身体も強く、相手との駆け引きがとても上手い。頭が良いんだろうね。」と話していた。
サッカー指導のかたわら、戸塚は東京Vの練習場に近い川崎市麻生区で炭火焼の店「酔臥居」を経営し、そのマスターでもあった。同店で雑誌取材や東京V関連のTV収録（NTV『ヴェルディが好きだ』等）が行なわれたこともあったが、監督業が多忙となり閉店した。
2017年5月、岐阜県瑞穂市にタンメン店「湯麺戸塚（たんめんとつか）」をオープンさせ、2018年4月には各務原市に2号店をオープンさせた。2019年9月7日をもって穂積店は閉店した。

## 個人成績
| 国内大会個人成績 | 国内大会個人成績 | 国内大会個人成績 | 国内大会個人成績 | 国内大会個人成績 | 国内大会個人成績 | 国内大会個人成績 | 国内大会個人成績 | 国内大会個人成績 | 国内大会個人成績 | 国内大会個人成績 | 国内大会個人成績 |
| 年度             | クラブ           | 背番号           | リーグ           | リーグ戦         | リーグ戦         | リーグ杯         | リーグ杯         | オープン杯       | オープン杯       | 期間通算         | 期間通算         |
| 年度             | クラブ           | 背番号           | リーグ           | 出場             | 得点             | 出場             | 得点             | 出場             | 得点             | 出場             | 得点             |
| 日本             | 日本             | 日本             | 日本             | リーグ戦         | リーグ戦         | JSL杯/ナビスコ杯 | JSL杯/ナビスコ杯 | 天皇杯           | 天皇杯           | 期間通算         | 期間通算         |
| ---------------- | ---------------- | ---------------- | ---------------- | ---------------- | ---------------- | ---------------- | ---------------- | ---------------- | ---------------- | ---------------- | ---------------- |
| 1979             | 読売             | 14               | JSL1部           | 9                | 2                | 3                | 1                | 2                | 1                | 14               | 4                |
| 1980             | 読売             | 14               | JSL1部           | 17               | 2                | 2                | 0                | 1                | 1                | 20               | 3                |
| 1981             | 読売             | 14               | JSL1部           | 18               | 3                | 1                | 0                | 5                | 0                | 24               | 3                |
| 1982             | 読売             | 14               | JSL1部           | 18               | 6                | 1                | 0                | 3                | 2                | 22               | 8                |
| 1983             | 読売             | 7                | JSL1部           | 18               | 6                | 3                | 3                | 3                | 3                | 24               | 12               |
| 1984             | 読売             | 7                | JSL1部           | 16               | 14               | 2                | 2                | 5                | 5                | 23               | 21               |
| 1985             | 読売             | 7                | JSL1部           | 22               | 4                | 4                | 2                | 1                | 0                | 27               | 6                |
| 1986-87          | 読売             | 8                | JSL1部           | 20               | 3                | 1                | 0                | 4                | 3                | 25               | 6                |
| 1987-88          | 読売             | 8                | JSL1部           | 18               | 0                | 0                | 0                | 4                | 3                | 22               | 3                |
| 1988-89          | 読売             | 8                | JSL1部           | 22               | 5                | 3                | 0                | 2                | 0                | 27               | 5                |
| 1989-90          | 読売             | 8                | JSL1部           | 18               | 8                | 4                | 0                | 4                | 0                | 26               | 8                |
| 1990-91          | 読売             | 8                | JSL1部           | 22               | 10               | 2                | 0                | 2                | 2                | 26               | 12               |
| 1991-92          | 読売             | 8                | JSL1部           | 21               | 4                | 5                | 0                | 3                | 0                | 29               | 4                |
| 1992             | V川崎            | -                | J                | -                | -                | 10               | 0                | 3                | 0                | 13               | 0                |
| 1993             | V川崎            | -                | J                | 10               | 1                | 6                | 1                | 1                | 0                | 17               | 2                |
| 1994             | V川崎            | -                | J                | 7                | 0                | -                | -                | -                | -                | 7                | 0                |
| 1994             | 柏               | 46               | 旧JFL            | 17               | 4                | 1                | 0                | 0                | 0                | 18               | 4                |
| 1996             | W小山            |                  | 栃木2部A         |                  |                  | -                | -                | 1                | 0                |                  |                  |
| 通算             | 日本             | 日本             | J                | 17               | 1                | 16               | 1                | 1                | 0                | 34               | 2                |
| 通算             | 日本             | 日本             | JSL1部           | 239              | 67               | 31               | 8                | 39               | 20               | 309              | 95               |
| 通算             | 日本             | 日本             | 旧JFL            | 17               | 4                | 1                | 0                | 0                | 0                | 18               | 4                |
| 通算             | 日本             | 日本             | 栃木2部A         |                  |                  | -                | -                | 1                | 0                |                  |                  |
| 総通算           | 総通算           | 総通算           | 総通算           | 273              | 72               | 48               | 9                | 41               | 20               | 362              | 101              |

その他の公式戦
- 1984年
  - スーパーカップ 1試合0得点
- 1985年
  - キリンカップ 5試合3得点
- 1987-88年
  - アジアクラブ選手権 5試合0得点
- 1989-90年
  - アジア・アフリカクラブ選手権 2試合0得点
- 1990年
  - コニカカップ 8試合3得点
- 1991年
  - コニカカップ 5試合2得点
- 1991年
  - アジアクラブ選手権 2試合0得点
- 1992年
  - ゼロックス・チャンピオンズ・カップ 2試合0得点
- 1992年
  - アジアクラブ選手権 5試合0得点

## 代表歴

### 出場大会など
- 1982 FIFAワールドカップ・アジア・オセアニア予選
- アジア競技大会 (1982)
- 1986 FIFAワールドカップ・アジア予選

### 試合数
- 国際Aマッチ 18試合 3得点 (1980-1985)

| 日本代表 | 国際Aマッチ | 国際Aマッチ | その他 | その他 | 期間通算 | 期間通算 |
| 年       | 出場        | 得点        | 出場   | 得点   | 出場     | 得点     |
| -------- | ----------- | ----------- | ------ | ------ | -------- | -------- |
| 1980     | 4           | 0           | 2      | 0      | 6        | 0        |
| 1981     | 8           | 0           | 12     | 2      | 20       | 2        |
| 1982     | 4           | 3           | 6      | 0      | 10       | 3        |
| 1983     | 0           | 0           | 0      | 0      | 0        | 0        |
| 1984     | 0           | 0           | 0      | 0      | 0        | 0        |
| 1985     | 2           | 0           | 0      | 0      | 2        | 0        |
| 通算     | 18          | 3           | 20     | 2      | 38       | 5        |

### 出場
| No. | 開催日         | 開催都市         | スタジアム                         | 対戦相手       | 結果       | 監督     | 大会               |
| --- | -------------- | ---------------- | ---------------------------------- | -------------- | ---------- | -------- | ------------------ |
| 1.  | 1980年12月22日 | 香港             |                                    | シンガポール   | ○1-0       | 川淵三郎 | ワールドカップ予選 |
| 2.  | 1980年12月26日 | 香港             |                                    | 中華人民共和国 | ●0-1       | 川淵三郎 | ワールドカップ予選 |
| 3.  | 1980年12月28日 | 香港             |                                    | マカオ         | ○3-0       | 川淵三郎 | ワールドカップ予選 |
| 4.  | 1980年12月30日 | 香港             |                                    | 北朝鮮         | ●0-1(延長) | 川淵三郎 | ワールドカップ予選 |
| 5.  | 1981年02月08日 | クアンタン       |                                    | マレーシア     | ●0-1       | 川淵三郎 | 国際親善試合       |
| 6.  | 1981年02月10日 | クアラルンプール |                                    | マレーシア     | △1-1       | 川淵三郎 | 国際親善試合       |
| 7.  | 1981年02月17日 | シンガポール     |                                    | シンガポール   | ○1-0       | 川淵三郎 | 国際親善試合       |
| 8.  | 1981年02月24日 | インドネシア     |                                    | インドネシア   | ●0-2       | 川淵三郎 | 国際親善試合       |
| 9.  | 1981年03月08日 | 東京都           | 国立霞ヶ丘競技場陸上競技場         | 韓国           | ●0-1       | 川淵三郎 | 日韓定期戦         |
| 10. | 1981年06月02日 | 埼玉県           | さいたま市大宮公園サッカー場       | 中華人民共和国 | △0-0       | 森孝慈   | ジャパンカップ     |
| 11. | 1981年06月19日 | 大邱             |                                    | マレーシア     | ○2-0       | 森孝慈   | 韓国大統領杯       |
| 12. | 1981年06月21日 | 釜山             |                                    | 韓国           | ●0-2       | 森孝慈   | 韓国大統領杯       |
| 13. | 1982年06月02日 | 広島県           | 広島県総合グランドメインスタジアム | シンガポール   | ○2-0       | 森孝慈   | ジャパンカップ     |
| 14. | 1982年07月15日 | スチャバ         |                                    | ルーマニア     | ●0-4       | 森孝慈   | 国際親善試合       |
| 15. | 1982年07月18日 | ブカレスト       |                                    | ルーマニア     | ●1-3       | 森孝慈   | 国際親善試合       |
| 16. | 1982年11月23日 | ニューデリー     |                                    | 南イエメン     | ○3-1       | 森孝慈   | アジア大会         |
| 17. | 1985年10月26日 | 東京都           | 国立霞ヶ丘競技場陸上競技場         | 韓国           | ●1-2       | 森孝慈   | ワールドカップ予選 |
| 18. | 1985年11月03日 | ソウル           |                                    | 韓国           | ●0-1       | 森孝慈   | ワールドカップ予選 |

### 得点数
| # | 年月日         | 開催地                 | 対戦国       | スコア | 結果 | 試合概要       |
| - | -------------- | ---------------------- | ------------ | ------ | ---- | -------------- |
| 1 | 1982年6月2日   | 日本、広島市           | シンガポール | 2-0    | 勝利 | ジャパンカップ |
| 2 | 1982年7月18日  | ルーマニア、ブカレスト | ルーマニア   | 1-3    | 敗戦 | 親善試合       |
| 3 | 1982年11月23日 | インド、ニューデリー   | 南イエメン   | 3-1    | 勝利 | アジア競技大会 |

## 選抜歴
- JSL東西対抗戦（オールスターサッカー） 5回出場6得点（1981年/1得点、1982年0得点、1983年/2得点、1984年/1得点、1987年/2得点）

## 個人タイトル
- JSL得点王 2回 (1984、1990-91)
- JSL東西対抗戦（オールスターサッカー）最優秀選手賞 1回 (1987)